# فيكتور بولات
فيكتور بولات (بالرومانية: Victor Bulat)‏ (5 يناير 1985 - ) هو لاعب كرة قدم مولدوفي في مركز الوسط. شارك مع منتخب مولدوفا لكرة القدم. أما مع النوادي، فقد لعب مع نادي تيراسبول ونادي داسيا كيشيناو وFC Agro-Goliador Chișinău ‏ ونادي ينيسي كراسنويارسك ‏ وCS Tiligul-Tiras Tiraspol ‏.

## وصلات خارجية
- فيكتور بولات على موقع قاعدة بيانات كرة القدم.إي يو (الإنجليزية)
- فيكتور بولات على موقع ناشيونال فوتبول تيمز (الإنجليزية)
- فيكتور بولات على موقع Soccerway.com (الإنجليزية)